# مارك رايلانس
مارك رايلانس (بالإنجليزية: Mark Rylance) هو ممثل وكاتب ومخرج مسرحي بريطاني من مواليد 18 يناير 1960 حائز على جائزة الأوسكار لأفضل ممثل مساعد عن دوره في فيلم جسر الجواسيس  وجوائز أوليفر وبافتا وتوني المسرحية. يعتبر ابرز من يمثل لمسرحيات شكسبير. وكان رايلانس قد رأس فنياً مسرح الجلوب اللندني الشهير الخاص بأعمال شكسبير حتى عام 2005.

## النشأة
وُلد رايلانس في آشفورد، في كنت، إنجلترا، لوالدَيه آن (ني سكينر) وديفيد ووترز، وكلاهما مدرس للغة الإنجليزية. لدى رايلانس أخت اسمها سوزانا، مغنية أوبرا ومؤلفة، وشقيق، هو جوناثان رايلانس، الذي يعمل كمتذوق نبيذ.
انتقل والديه إلى الولايات المتحدة في عام 1962، أولًا إلى ولاية كونيتيكت ثم إلى ولاية ويسكونسن في عام 1969، حيث عمل والده بتدريس اللغة الإنجليزية في مدرسة جامعة ميلووكي، والتي التحق بها رايلانس.

## حياته الشخصية
تزوج رايلانس المخرجة والملحنة والكاتبة المسرحية كلير فان كامبن، التي التقى بها في عام 1987 أثناء العمل على إنتاج فيلم «اليهودي التائه» في المسرح الوطني. تزوجا في أوكسفوردشاير في 21 ديسمبر 1989. بعد هذا الزواج، أصبح زوج أم لابنتيها من زواجها السابق، وهما، الممثلة جولييت رايلانس والمخرجة ناتاشا فان كامبن. توفيت ناتاشا في يوليو 2012 عن عمر يناهز 28 عامًا، وبعد ذلك انسحب رايلانس من مشاركته المخطط لها في حفل افتتاح دورة الألعاب الأولمبية الصيفية 2012 في لندن وحل محله كينيث براناغ.

## نشاطات أخرى
أصبح رايلانس أحد رعاة مهرجان لندن الدولي للمسرح في عام 2013. وقال عن المهرجان: «أشعر أن المهرجان كان له التأثير الأكبر على نمو وتطور المسرح الإنجليزي أكثر من أي منظمة أخرى لدينا».
أصبح رايلانس راعيًا لمشروع لندن ببل سبيتش ببلز في عام 2015. «لقد وجدت صوتًا من خلال المسرح وأنا فخور بأن أكون راعيًا لسبيتش ببلز، والتي تساعد مئات الأطفال على فعل الشيء نفسه».

## النشاط
كان رايلانس من أنصار منظمة حقوق السكان الأصليين للبقاء الدولية، لسنوات عديدة. وهو مبتكر ومخرج «نحن واحد»، وهو حملة لجمع التبرعات تم عقدها في مسرح أبولو في أبريل 2010. كانت الأمسية عرضًا للنثر القبلي والشعر من بعض كبار الممثلين والموسيقيين في العالم.
رايلانس هي راعية لمؤسسة بيس دايركت الخيرية ومقرها لندن والتي تدعم بناة السلام في مناطق النزاع، وكذلك «ائتلاف أوقفوا الحرب» البريطاني. وهو عضو في اتحاد تعهدات السلام، وهي شبكة من دعاة السلام في المملكة المتحدة. مثّل حياة وكلمات هنري، وهو رجل يعيش في شرق الكونغو التي مزقتها الحرب، خلال عرض تقديمي في مدينة نيويورك عام 2011. وهو أيضًا راعي شركة أوتسايد إدج ثياتر كومباني، وهو يستند على فكرة تقديم عروض داخل المسرح والدراما مع الأشخاص المتضررين من تعاطي المخدرات. وهي بذلك تخلق تفاعلات بين المسرح وعلاج المخدرات والكحول في المرافق العامة للمجتمع في جميع أنحاء بريطانيا، فضلًا عن إنتاج مسرحي احترافي يُقام في المسارح والاستوديوهات والمراكز الفنية.
لطالما كان رايلانس مؤيدًا متحمسًا لمجموعة الضمير: ضرائب من أجل السلام وليس الحرب، والتي تعمل على تغيير قانون الضرائب البريطاني للسماح لمعارضي الخدمة العسكرية بالحق في إعادة توجيه ذلك الجزء من ضرائبهم التي عادة ما تذهب للجيش إلى محاولة تحقيق طرق غير عنيفة في حل النزاعات.
في نوفمبر 2019، وقع ريلانس، إلى جانب شخصيات عامة أخرى، خطابًا يدعم زعيم حزب العمال جيريمي كوربين يصفه بأنه «منارة أمل في النضال ضد ظهور القومية اليمينية المتطرفة وكراهية الأجانب والعنصرية في كثير من مناطق العالم الديمقراطي» وأيّده في الانتخابات العامة في المملكة المتحدة لعام 2019. في ديسمبر 2019، وقّع إلى جانب 42 شخصية ثقافية بارزة أخرى خطابًا يؤيد حزب العمال تحت قيادة كوربين في الانتخابات العامة في المملكة المتحدة لعام 2019. نص الخطاب على أن «البيان الانتخابي لحزب العمال بقيادة جيريمي كوربين يقدم خطة تحويلية تعطي الأولوية لاحتياجات الناس والكوكب على الربح الخاص والمصالح الخاصة لعدد قليل من الناس».

## أعماله
من أهم أعماله مسرحية جوريسلام، وبوينy بوينy، ومن أهم أعمال شكسبير التي مثّلها: ماكبث، وهنري الرابع، وهاملت، والملك ريتشارد الثالث.
يعتبر رايلانس أهم ممثل دراما على قيد الحياة. ابنته جولييت رايلانس وهي ممثلة، زوجة للممثل والمخرج الأمريكي كريستيان كمارغو.

## وصلات خارجية
- مارك رايلانس على موقع IMDb (الإنجليزية)
- مارك رايلانس على موقع ميتاكريتيك (الإنجليزية)
- مارك رايلانس على موقع الموسوعة البريطانية (الإنجليزية)
- مارك رايلانس على موقع روتن توميتوز (الإنجليزية)
- مارك رايلانس على موقع مونزينجر (الألمانية)
- مارك رايلانس على موقع ألو سيني (الفرنسية)
- مارك رايلانس على موقع أول موفي (الإنجليزية)
- مارك رايلانس على موقع بوكس أوفيس موجو (الإنجليزية)
- مارك رايلانس على موقع قاعدة بيانات برودواي على الإنترنت (الإنجليزية)
- مارك رايلانس على موقع قاعدة بيانات الأفلام السويدية (السويدية)